# Wojska pancerne Finlandii (do 1944)
Wojska pancerne Finlandii do 1944 roku. Pierwsza broń pancerna na uzbrojeniu Finów znalazła się już w 1918 r., kiedy Biali Finowie zdobyli na Czerwonych Finach i wspierających ich bolszewikach 2 pociągi pancerne i 4 samochody pancerne Armstrong-Whitworth-FIAT. W grudniu tego roku, działający w Estonii, Pułk „Pohan Pojat” przejął samochód pancerny typu Peerless. W kwietniu 1919 r. przekazano go Estończykom.
Na początku 1919 r. głównodowodzący armią fińską gen. Carl Gustaf Mannerheim wydał rozkaz o sformowaniu oddziału pancernego w sile pułku. Na jego wyposażenie w lipcu tego roku weszły zakupione we Francji 32 czołgi lekkie FT-17, w tym część w zmodernizowanej wersji FT-18 (14 czołgów było uzbrojonych w działko 37 mm, zaś 18 w karabin maszynowy 8 mm). Pułk stacjonował na wyspie Santahamina przy Helsinkach. Etat wyniósł 214 oficerów i żołnierzy, ale we wrześniu zmniejszono go do 179 ludzi. Kadra oficerska i podoficerska pochodziła z oddziałów kawalerii. Dowództwo oddziału objął mjr Harry Uno Alfthan. Wraz z czołgami przybyła grupa francuskich oficerów, którzy mieli szkolić fińskich czołgistów.
W tym czasie dowództwo Armii Północno-Zachodniej gen. Nikołaja N. Judenicza zwróciło się do aliantów, aby wspomogli walki z wojskami bolszewickimi. W odpowiedzi Francuzi wymogli na Finach przesłanie do Rosji 2 czołgów FT-17. 17 października 1919 r. przybyły one do Tallinna. Do pierwszej walki doszło w dniach 27–31 października tego roku w rejonie Narwy. Po przejściu szlaku bojowego wojsk Białych pod Piotrograd i z powrotem do granic Estonii czołgi zostały czasowo przekazane armii estońskiej, po czym w kwietniu 1920 r. powróciły do Helsinek. Z uwagi na ich znaczne zużycie techniczne Francuzi wymienili je na 2 nowe maszyny FT-17, które przetransportowano pod koniec września tego roku.
W 1921 r. Finowie dokupili w firmie Jules Weitz 16 specjalnych platform do transportu czołgów, zaś do ich holowania 6 ciągników Lahti. Na pocz. września tego roku pułk pancerny przeniesiono do Poltinaho pod Hämeenlinna. Nowym jego dowódcą został płk Aarne Sihvo. Na pocz. lat 20. podjęto próby zakupów nowego sprzętu pancernego. W zainteresowaniu ministerstwa obrony znalazł się francuski pojazd kołowo-gąsienicowy Chenillette St. Chamond wz. 1921. W 1923 r. został zakupiony 1 taki pojazd w celach testowych. Kolejny dowódca pułku pancernego, mjr Edvard Kumlin, postulował sformowanie rozpoznawczych oddziałów pancernych złożonych z pojazdów Chenillette St. Chamond wz. 1921, wchodzących w skład jednostek kawalerii. Z tego powodu zamierzano zamówić 10 maszyn. Po negatywnych próbach technicznych i terenowych przeprowadzonych w ciągu 1924 r. zrezygnowano z zakupu.
1 stycznia 1925 r. pułk pancerny przeformowano w batalion, zaś 1 maja 1927 r. w kompanię pancerną. Było to związane po części z pogarszającym się stanem technicznym czołgów, z których część trzeba było wycofać ze służby, zaś po części z trudnościami ich użycia w trudnym fińskim terenie. 10 listopada 1927 r. kompania otrzymała status samodzielnego oddziału wojskowego. Od 1932 r. dowodził nią mjr Niilo Sahlgren.
Na pocz. czerwca 1933 r. fińskie ministerstwo obrony zamówiło w Wielkiej Brytanii w celach szkoleniowych 3 tankietki Vickers Carden Loyd Mark VI, 1 czołg lekki Vickers E w wersji B i 1 tankietkę Vickers Carden Lloyd wz. 1933. Maszyny dostarczono na przełomie 1933/1934 r. Do Finlandii przybyła też pływająca tankietka Vickers Carden Lloyd wz. 1931, ale po nieudanych próbach została zwrócona.
W poł. lat 30. ministerstwo obrony podjęło decyzję wyposażenia brygad kawalerii w samochody pancerne. W 1936 r. został zakupiony w Szwecji 1 samochód pancerny Landsverk 182, uzbrojona w 3 karabiny maszynowe (1 × 13,2 mm i 2 × 7,62 mm). W 1938 r. dokupiono kolejne samochody pancerne, z których sformowano Samodzielny Szwadron Pancerny.
W tym samym roku Finowie, wykorzystując wyniki wcześniejszych testów, zamówili w Wielkiej Brytanii 34 czołgi lekkie Vickers E. Jednakże do wybuchu wojny zimowej z ZSRR 30 listopada 1939 r. zdążono dostarczyć 28 maszyn. Były one nieuzbrojone, gdyż Finowie postanowili je uzbroić w produkowane na szwedzkiej licencji działka półautomatyczne Bofors 37 mm. W październiku tego roku kompania pancerna ponownie stała się batalionem pancernym, składającym się z pięciu kompanii. Pierwsze dwie kompanie miały czołgi FT-17 i FT-18, pozostałe zaś Vickers E.
Do wojny fińskie wojska pancerne przystąpiły z niskim wyszkoleniem bojowym i niedopracowaną taktykę ich użycia. Na pocz. lutego 1940 r. dwie kompanie pancerne czołgów FT-17 i FT-18 zostały rozformowane. Utworzono z nich sześć samodzielnych plutonów pancernych. W poł. lutego tego roku w Hämeenlinna powołano szkoleniowy ośrodek pancerny. 26 lutego kilka czołgów Vickers E z 4 Kompanii Pancernej wzięło udział w kontrataku na Honkaniemi w celu odciążenia 5 Dywizji Piechoty. Był to chrzest bojowy fińskich czołgów, ale zakończył się całkowitą klęską. Wszystkie maszyny oprócz jednej zostały zniszczone (1 uszkodzony) przez Sowietów. Fińskim czołgistom udało się jednak trafić co najmniej 3 czołgi sowieckie. Do kolejnego starcia doszło 29 lutego, kiedy pozostałe maszyny 4 Kompanii Pancernej, działając w obronie, opóźniały nieprzyjacielskie natarcie. Jeden Vickers E został zniszczony za cenę 4 maszyn sowieckich. Ostatnią stratą był Vickers E, który 8 marca utknął w ciężkim terenie i został spalony przez załogę.
W wyniku działań wojskowych podczas wojny zimowej, zakończonej w poł. marca, Finowie zdobyli ponad 350 sowieckich czołgów i samochodów pancernych różnych typów. Większość sprzętu pancernego nie weszła do służby w armii fińskiej z powodu niemożności zabrania ich z pól bitewnych. Armia przejęła natomiast 34 czołgi lekkie T-26 różnych wariantów, 29 lekkich czołgów pływających T-37, 13 lekkich czołgów pływających T-38, 2 czołgi średnie T-28, a także 2 czołgi OT-26 i 4 OT-130 z miotaczami ognia, 62 opancerzone ciągniki artyleryjskie T-20 Komsomolec i 21 samochodów pancernych różnych typów. Były one remontowane i przebudowywane w Centralnych Zakładach Naprawczych w Varkaus.
Po zakończeniu wojny zimowej Brytyjczycy dostarczyli Finom pozostałe zamówione czołgi Vickers E. W rezultacie przezbrojono batalion pancerny. Zdobyczne czołgi T-26, OT-26 i OT-133 (wymontowano z nich zbiorniki na mieszanki łatwopalne i przezbrojono w karabiny maszynowe) weszły w skład 1 i 2 Kompanii Pancernych. Czołgi Vickers E pozostały w 3 Kompanii Pancernej. 29 października 1940 r. batalion pancerny wszedł w skład 1 Brygady Górskiej.
Podczas początkowego okresu tzw. wojny kontynuacyjnej Finowie zdobyli kolejny sowiecki sprzęt pancerny. Została sformowana Kompania Czołgów Ciężkich z 5 czołgów T-28, 4 BT-5, 4 BT-7 i 1 T-34. 10 lutego 1942 r. naczelne dowództwo armii fińskiej wydało rozkaz o sformowaniu jednostki zmechanizowanej w sile dywizji na bazie 1 Brygady Górskiej. Doszło do tego 26 października tego roku. Dywizja składała się ze sztabu, Brygady Pancernej, Brygady Kawalerii, 2, 3, 4 i 5 Batalionów Górskich, Batalionu Pancernego Strzelców Górskich, Górskiego Batalionu Zaopatrzenia, 2 Batalionu Saperskiego, 6 Batalionu Łączności, Przeciwlotniczej Kompanii Pancernej, 14 Pułku Artylerii Ciężkiej. Dowódcą dywizji został gen. Ernst Ruben Lagus. Brygada Pancerna miała kompanię sztabową, dwa bataliony czołgów, baterię samobieżnej artylerii przeciwlotniczej i kompanię szkolną.
Wiosną 1942 r. z frontu zostały wycofane do rezerwy czołgi BT-5 i BT-7, zastąpione przez T-26 z działkami 45 mm. Ponadto bateria przeciwlotnicza otrzymała, zakupione rok wcześniej w Szwecji, pojazdy pancerne Landsverk Anti II. Finowie przezbroili je w działka przeciwlotnicze Boforsa 40 mm. Oprócz Dywizji Zmechanizowanej działały też w składzie jednostek piechoty plutony zwiadowcze, wyposażone w zdobyczne samochody pancerne BA-10 i BA-20 oraz czołgi pływające T-37 i T-38.
30 czerwca na bazie Brygady Pancernej sformowano Dywizję Pancerną, której dowództwo objął gen. E.R. Lagus. Zamierzano włączyć do niej dywizjon dział samobieżnych, ale brakowało do niego sprzętu wojskowego. Dlatego na podwoziu 18 czołgów BT-7 zamontowano brytyjską haubicę 4,5-calową (kal. 114 mm). Pojazdy otrzymały oznaczenie BT-42. Po zakupie w 1943 r. w Niemczech 45 samobieżnych dział szturmowych StuG 40 natychmiast przezbrojono dywizjon w nowy lepszy sprzęt pancerny, zaś działa BT-42 przeniesiono do nowo sformowanej Samodzielnej Kompanii Pancernej.
Po nawiązaniu bliższych kontaktów z Niemcami do szkoły pancernej w okupowanej Warszawie została wysłana grupa fińskich oficerów. W poł. czerwca 1944 r. Dywizja Pancerna miała na stanie: 6 czołgów T-28, 98 T-26, 1 T-50, 2 T-34, 1 KW-1, 4 T-38, 14 dział samobieżnych BT-42, 29 StuG-40, 6 samobieżnych dział przeciwlotniczych Anti II i 18 ciągników T-20. Finowie zamierzali zmienić ten sprzęt pancerny na bardziej nowoczesny drogą dalszych zakupów w Niemczech, ale z powodu rozpoczęcia rozmów pokojowych z Sowietami wszelkie kontakty zostały zerwane.
W czerwcu 1944 r. Armia Czerwona rozpoczęła ofensywę na Przesmyku Karelskim, w wyniku której siły fińskie zostały pobite. Dywizja Pancerna poniosła ciężkie straty. Pozostało jej 60 czołgów T-26, 1 T-50, 3 T-34, 1 KW-1, 3 T-28, 6 samobieżnych haubic BT-42 i 17 dział szturmowych StuG-40. Zdobyto za to 2 czołgi T-34/76 i 7 czołgów T-34/85. Wznowienie działań wojennych pomiędzy Finlandią i ZSRR doprowadziło do cofnięcia przez Adolfa Hitlera zakazu zakupów sprzętu pancernego. Poza wysłaniem na pomoc Finom kontyngentu wojskowego przekazano im pod koniec czerwca zdobyczne T-34, PzKpfw IV Ausf. J i działa szturmowe StuG-40 Ausf. G. Pozwoliły one wojskom fińskim powstrzymać kolejną sowiecką ofensywę. Zdobyto kilka dział samobieżnych ISU-152 i kolejne czołgi.
W sierpniu z Niemiec nadeszły kolejne dostawy StuG-40 i PzKpfw IV. Stawiły one czoła nowej ofensywie Armii Czerwonej. Przewaga Sowietów była jednak tak miażdżąca, że Finlandia 25 sierpnia podpisała porozumienie pokojowe. Fińska broń pancerna do pocz. grudnia wzięła jeszcze udział w walkach z wojskami niemieckimi w ramach tzw. wojny lapońskiej, po czym oddziały zostały zreorganizowane i przeszły na pokojowy etat.